# František Lehovec
František Lehovec (16. května 1936 – 13. června 2018) byl český vysokoškolský profesor, odborník a popularizátor v oblasti pozemních komunikací.

## Život
Mezi roky 1956 a 1961 studoval Stavební fakultu Českého vysokého učení technického v Praze, na níž svoji diplomovou práci obhájil s vyznamenáním. Roku 1971 pak následně dokončil i doktorské studium obhajobou disertační práce na téma „Příspěvek k navrhování netuhých vozovek“. Rok poté (1972) se stal ředitelem Ústavu dopravního inženýrství hlavního města Prahy (ÚDI). Sedm let nato (1979) byl jmenován do vědecké rady Stavební fakulty své alma mater a táž komise následně roku 1980 schválila jeho jmenování profesorem, jímž se stal o dva roky později (1982). Počínaje rokem 1985 vedl na stavební fakultě ČVUT v Praze Katedru silničních staveb a to až do roku 2009, kdy ho vystřídal Ludvík Vébr. Souběžně s tím od roku 2005 přednášel na Dopravní fakultě téže vysoké školy.
Když se začátkem sedmdesátých let 20. století opětovně osamostatnila Česká silniční společnost, stal se profesor Lehovec roku 1991 jejím předsedou a tuto funkci vykonával po dobu pětadvaceti let do roku 2016. Tehdy mu Společnost u příležitosti jeho životního jubilea (80 let) jako prvnímu udělila Zlatou medaili profesora Špůrka za zásluhy o rozvoj České silniční společnosti.
Od roku 2002 až do své smrti, tedy po dobu šestnácti let, zastával v Průhonicích na předměstí Prahy, kde bydlel, funkci místostarosty.

## Dílo
Vedle příspěvků na konferencích se podílel na přípravě:
- ADÁMEK, Jan; BALCAR, Zdeněk; HÖFLER, Martin; JAREŠ, Martin; KADLEC, Vladimír; KOČÁRKOVÁ, Dagmar; LEHOVEC, František, a další. Městský okruh: vklad pro nové tisíciletí: dopravní urbanismus v Praze. 1. vyd. Praha: IDS Praha, 2015. 93 s. ISBN 978-80-260-8623-9.
- KAUN, Miroslav; LEHOVEC, František. Pozemní komunikace 20. 2. vyd. Praha: Vydavatelství ČVUT, 2004. 233 s. ISBN 80-01-02874-7.

Vedle toho se též především k problematice dopravy vyjadřoval do médií (například do České televize nebo pro Hospodářské noviny).